# Thomas James Comber

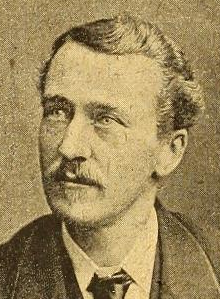
Thomas J. Comber

Thomas James Comber (* 7. November 1852 in London; † 27. Juni 1887 auf See vor Loango) war ein britischer Missionar und Afrikaforscher.
Comber kam als Sendbote der Baptist Missionary Society 1875 nach der Station Victoria in Kamerun, von wo aus er mit dem Missionar Grenfell ab 1876 drei Jahre das Kamerundelta und Kamerungebirge erforschte. 1877 erreichte er als erster Europäer den Barombi Koto. Darauf widmeten sich beide der Erforschung des Kongo. Sie gingen zuerst nach San Salvador, dann 1883 nach Stanley-Pool, 1884 ins Bangala-Gebiet und schließlich den Kasai hinauf bis zur Mündung des Kuango.
Im Juni 1887 erkrankte Comber an einem durch Hämaturie ausgelösten Fieber. Ärzte rieten ihm, eine Seereise zu unternehmen, um die Krankheit zu lindern. Louis Valcke, Präsident des Exekutivrats des Kongo-Freistaats, sorgte daraufhin dafür, dass die Prince Baudouin Comber nach Banana brachte, wo er den heimkehrenden deutschen Dampfer Lulu Bohlen erreichte. Die Meeresbrise hatte allerdings nur eine vorübergehende positive Wirkung und am 27. Juni 1887 starb Comber, während das Schiff vor Loango ankerte.

## Werke
Combers Veröffentlichungen sind meist in den Proceedings of the Royal Geographical Society (1879, 1881, 1884, 1885) zu finden.